# Weil am Rhein
Pour les articles homonymes, voir Weil.
Weil am Rhein (alémanique Wiil am Rhii) est une ville du sud du Bade-Wurtemberg située à l'extrême sud-ouest de l'Allemagne, directement dans le triangle frontalier entre la France, la Suisse et l'Allemagne. Avec la ville voisine de Lörrach, elle constitue un centre important. Après Lörrach et Rheinfelden (Baden), Weil am Rhein est la troisième ville du district de Lörrach. C'est une grande ville de district depuis le 1er janvier 1972. Weil am Rhein est une ville de douane, frontalière et ferroviaire typique. Elle fait partie de l'agglomération trinationale de Bâle avec environ 830 000 habitants ainsi que de la région métropolitaine de Bâle avec environ 1,3 million d'habitants.

## Géographie

### Situation
Weil am Rhein se trouve dans la plaine du Rhin au bord du Tüllinger Berg à l'est, et s'étend jusqu'au Rhin à l'ouest. La situation particulière entre le Rhin et les contreforts de la Forêt Noire favorise un climat méridional et offre d'excellentes conditions pour la viticulture. Les Vosges et les Alpes sont en vue. Le point culminant de la ville se trouve au sommet du Tüllinger Berg à 455 m au-dessus du niveau de la mer.

### Climat
Le climat de Weil Am Rhein est tempéré, de type océanique à tendance continental.
Le mois de janvier est le mois le plus froid tandis que le mois de juillet est le plus chaud.
| Mois                              | jan. | fév. | mars | avril | mai  | juin | jui. | août | sep. | oct. | nov. | déc. | année |
| --------------------------------- | ---- | ---- | ---- | ----- | ---- | ---- | ---- | ---- | ---- | ---- | ---- | ---- | ----- |
| Température minimale moyenne (°C) | −0,5 | −0,1 | 1,7  | 4,5   | 8,4  | 11,6 | 13,4 | 12,9 | 10,3 | 6,2  | 2    | −0,8 | 5,8   |
| Température maximale moyenne (°C) | 3,4  | 5,6  | 10,1 | 14,3  | 18,7 | 22,1 | 24,5 | 23,7 | 20,5 | 14,7 | 8,5  | 4,6  | 14,2  |
| Précipitations (mm)               | 49   | 47   | 48   | 61    | 78   | 90   | 78   | 98   | 62   | 49   | 65   | 49   | 64,5  |

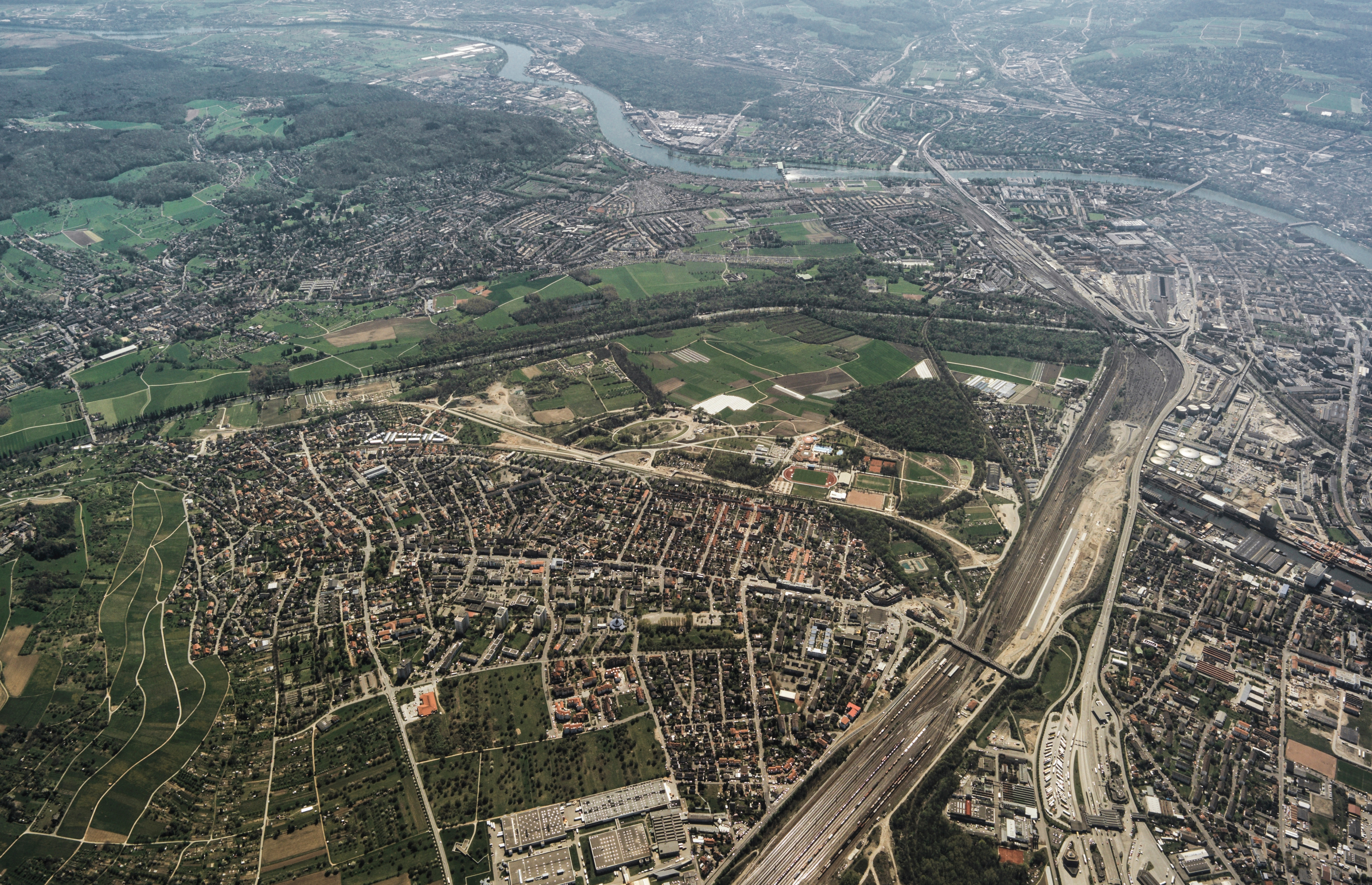
Vue aérienne de Weil am Rhein, Bâle et le bord du Rhin sur la droite à l'arrière-plan.

Avec 879 mm, les précipitations annuelles moyennes sont relativement élevées et se situent dans le quart supérieur des valeurs enregistrées en Allemagne par le Service météorologique allemand (DWD). Des valeurs inférieures sont enregistrées à 75 % des stations de mesure DWD. Le mois avec le moins de précipitations est février. La plupart des précipitations tombent en août, ce qui correspond à 1,7 fois les précipitations de février. Les niveaux mensuels de précipitations varient considérablement. Seulement 22 % des stations de mesure de la DWD enregistrent des fluctuations saisonnières plus importantes.

### Communes voisines
Au départ du nord, dans le sens des aiguilles d'une montre, les communes suivantes bordent la ville de Weil am Rhein : les communes d'Efringen-Kirchen, Eimeldingen, Binzen et la ville de Lörrach dans le district de Lörrach, la commune de Riehen et la ville de Bâle dans le canton de Bâle-Ville / Suisse ainsi que les communes de Huningue (Hüningen) et Village Neuf (Neudorf) dans le département du Haut-Rhin / France.

### Divisions urbaines

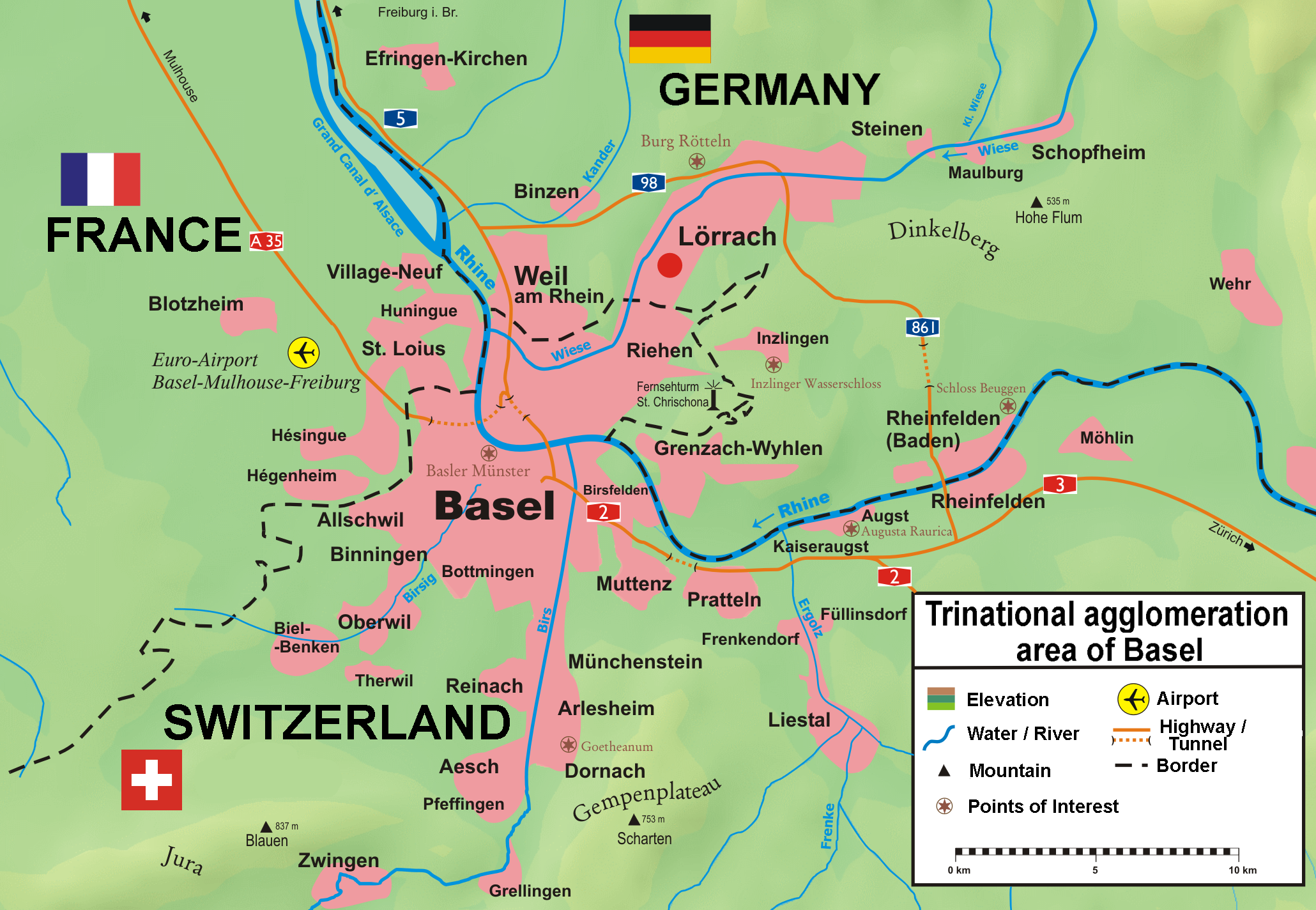
Weil Am Rhein sur l'agglomération tri nationale de Bâle.

L'agglomération se compose du centre-ville, qui s'étend de la frontière suisse près de Riehen à l'est depuis Alt-Weil, comme une longue structure le long de la route principale en passant par Leopoldshöhe vers l'ouest (Est, Alt-Weil, Gartenstadt, Leopoldshöhe), ainsi que le quartier Otterbach au sud du centre-ville et à l'ouest le quartier de Friedlingen (de), le long du Rhin. En outre, les anciennes communes indépendantes de Haltingen, la plus grande partie de la ville, Ötlingen et Märkt, qui ont été intégrées dans le cadre de la réforme municipale dans les années 1970, sont toutes situées au nord du centre-ville. Proche de la mairie, à l'est de la gare de Weil am Rhein, la municipalité s'efforce depuis des années de créer un centre-ville par le biais de rénovations de grande envergure.

## Étymologie
Le nom de Weil a probablement une origine romaine. En 1246, le nom était Wile, en 1298 banno Wila, en 1344 Wil am Schlipf, en 1380 Will, et de là, Weil. D’autres lieux du même nom se sont développés entre les VIe et VIIIe siècles.

## Histoire

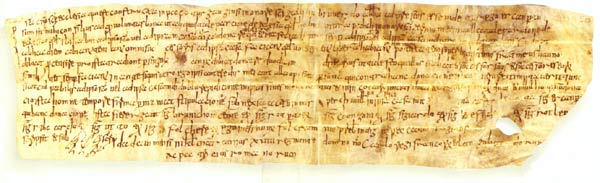
Acte de donation de l'année 786.

### Weil am Rhein
| Appartenances historiques Margraviat de Hachberg-Sausenberg 1361-1503 Margraviat de Bade 1503-1535 Margraviat de Bade-Durlach 1535-1771 Margraviat de Bade 1771-1803 Électorat de Bade 1803–1806 Grand-duché de Bade 1806–1871 Empire allemand 1871-1918 République de Weimar 1918–1933 Reich allemand 1933–1945 Allemagne occupée 1945–1949 Allemagne de l'Ouest 1949–1990 Allemagne 1990-présent |

Weil am Rhein est mentionné pour la première fois sous le nom de Willa le 27 février 786, dans un document de l'abbaye de Saint-Gall en Suisse. Les monastères de Saint-Blaise et de Weitenau ont également eu des possessions sur la ville. L'abbaye de la cathédrale de Bâle a possédé des terrains et la cour de la cathédrale, qui sert à la perception des impôts ecclésiastiques et qui, avec son nouveau bâtiment datant de 1569, représente le centre économique et le for juridique de Weil. En 1361 et 1368, Weil est arrivé au margrave de Hachberg-Sausenberg et a été un fief de Rötteln. Avec Rötteln, la ville est arrivée au margrave de Bade en 1503 et est attribué à Rötteln. Après sa dissolution en 1809, Weil arriva au district de Lörrach, d'où le quartier de Lörrach émergea en 1939. Weil a longtemps été caractérisé par l'agriculture et surtout par la viticulture. En raison de la situation favorable du trafic, Weil est devenue une ville au milieu du XIXe siècle. Avec l'implantation du chemin de fer, la mise en service de la gare de triage de Bâle-Weil en 1913 et la forte activité de construction, la population a augmenté et de nouveaux quartiers ont été créés, comme la « cité jardin ». Des entreprises textiles suisses se sont également installées dans le quartier de Friedlingen (de). Le 16 août 1929, Weil, avec ses anciens quartiers de Friedlingen (de), Leopoldshöhe et Otterbach, est élevée au rang de ville et prit le nom de « Weil am Rhein ». Le port du Rhin a été fondé en 1934. Après la Seconde Guerre mondiale, la population a de nouveau augmenté rapidement en raison de l'installation des personnes réfugiées. À ce moment, la ville appartient au district administratif de Lörrach dans le Bade-Wurtemberg et, à partir de 1952, au district administratif du Bade-Sud dans le Bade-Wurtemberg. En 1971, la commune voisine d'Ötlingen a été créée. En 1970, le nombre d'habitants a dépassé la limite des 20 000 habitants, de telle façon que Weil am Rhein a été rattaché au grand chef-lieu du Bade-Wurtemberg à compter du 1er janvier 1972. Depuis la réforme du district de 1973, Weil am Rhein et le district de Lörrach appartiennent au district administratif de Fribourg et font partie de la nouvelle association régionale Hochrhein-Bodensee. En 1975, les quartiers de Haltingen et de Märkt ont été créées. Ainsi, la zone urbaine a atteint sa superficie actuelle.
En 1986, à l'occasion du 1200e anniversaire de la première mention du documentaire, un vaste programme culturel et festif a été organisé.
En 1999, Weil am Rhein accueille une exposition sur les jardins nommée « Green 99 » dans le Land du Bade-Wurtemberg.

### Haltingen
Haltingen a été mentionné pour la première fois en 767 sous le nom de « Haholtinga ». Au Xe siècle/XIe siècle, le lieu a été confié aux évêques de Bâle. Le 14 avril 1139, le pape confirme à l'évêque de Bâle la propriété de « la cour de Haltingen avec l'église ». Plus tard, l'endroit est cédé au monastère Saint-Blaise. En 1503, l'endroit appartient au margrave de Hachberg-Sausenberg. Haltingen a appartenu comme Weil au grand-bailliage de Rötteln puis à partir de 1809 au grand-bailliage de Lörrach. Pendant la Seconde Guerre mondiale, le village a été presque entièrement détruit.

### Märkt

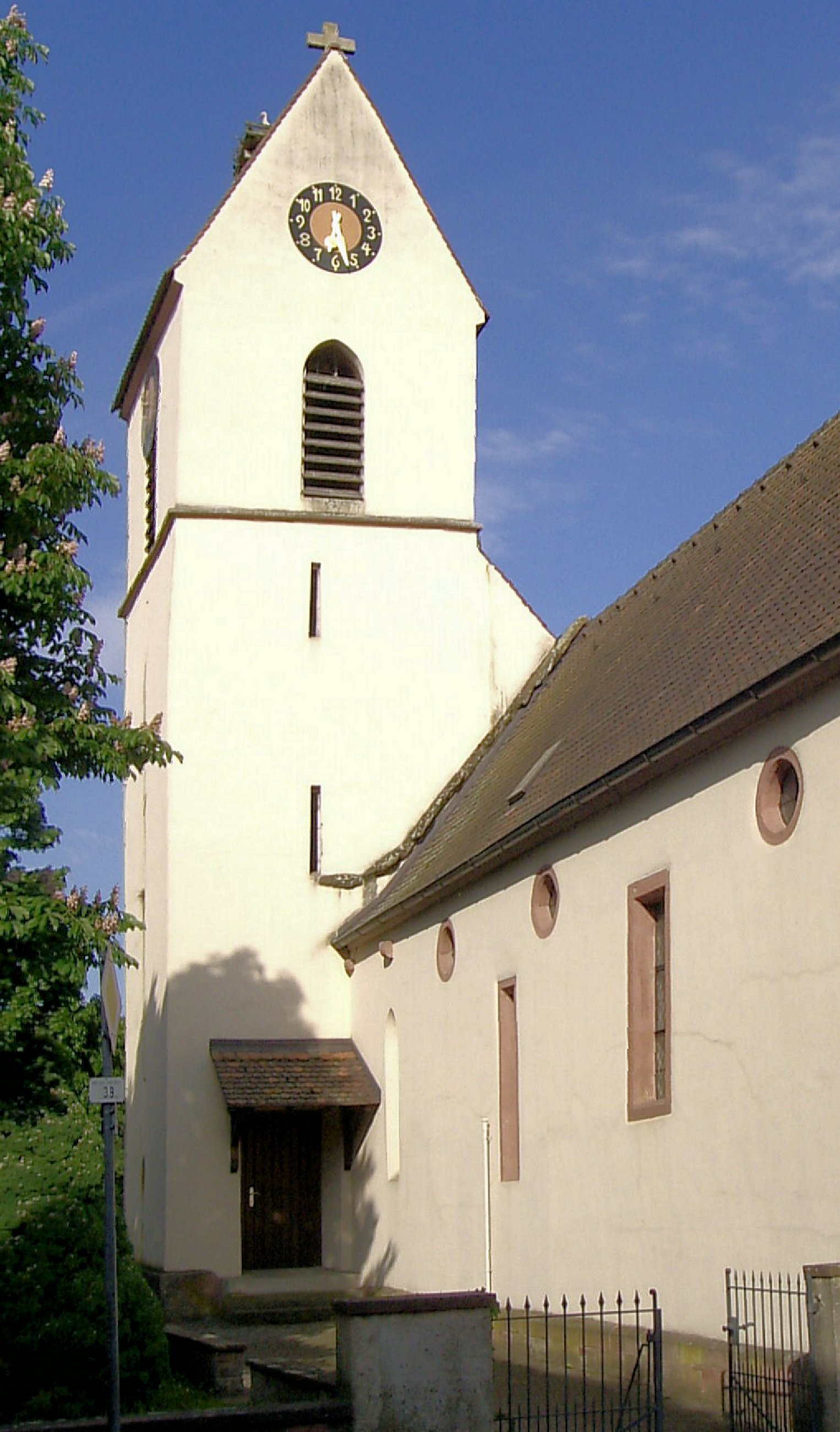
Église protestante dans le quartier Märkt de la ville

Märkt a été mentionné pour la première fois en 1169. Le quartier appartenait aux seigneurs de Rötteln comme fief des évêques de Bâle, avant d'être rattaché au pays de Bade par le margrave de Hachberg-Sausenberg. En 1809, Märkt est également passé de l'Oberamt Rötteln à l'Oberamt Lörrach.

### Ötlingen
Le quartier d'Ötlingen est situé sur les versants du Tullinger Berg. Le village a été mentionné pour la première fois en 1064 sous le nom d'Ottlinchoven. Les maisons et les fermes proches les unes des autres constituent un village fortifié. Ötlingen a principalement été un alleu des seigneurs de Rötteln et de leurs héritiers. Aux alentours il y avait d'autres propriétés de petits aristocrates et divers monastères. En 1971, dans le cadre de la réforme communale, Ötlingen est rattachée à Weil Am Rhein. Au sud et au sud-ouest, Ötlingen est bordée de vignobles. Au nord et à l'est, il y a des cultures arables et des vergers.

### Friedlingen et Otterbach
Friedlingen (de) et Otterbach sont maintenant des quartiers de Weil am Rhein. En 1650, le margrave Frédéric V donne au quartier le nom de Friedlingen en mémoire des Traités de Westphalie. Auparavant, le lieu mentionné pour la première fois en 1280 a été appelé « Ötlikon ». Il ne faut cependant pas confondre Ötlikon avec le quartier « Ötlingen ». Friedlingen et Otterbach ont dû toujours appartenir à Weil. Plus tard, à Friedlingen, un château, appelé à l'origine Schloss Ötlikon a été construit ainsi que le bourg Friedlingen (de) appartenant aux seigneurs de Rötteln. Il a probablement été détruit par le tremblement de terre de Bâle en 1356 et a été reconstruit par les chevaliers de Münchenstein. Ils vendent le village au margrave d'Hachberg-Sausenberg en 1368, puis sera revend à la Famille von Bärenfels, à la famille Rappenberger (1579-1613) et à la famille Rotberg (1620). Les seigneurs l'ont donné à plusieurs fiefs. En 1445, le château a été incendié par les Confédérés, gravement endommagé pendant la guerre de Trente Ans et reconstruit par le Margrave en 1640 en échange du village d'Hertingen. En 1678, le château fut fortement détruit par les Français pendant la Guerre de Hollande et en 1702, il fut tellement endommagé lors de la bataille de Friedlingen qu'il dut être démoli. Il ne restait que quelques maisons du village de Friedlingen. En 1750-1753, le margrave vend les biens aux paysans du hameau et à la communauté. Ainsi Friedlingen et le hameau de Weil furent unis. De 1680 à 1815, Friedlingen (de) a souffert du voisinage de la forteresse de Hüningen, devenue entre-temps française, de ses fortifications sur Schusterinsel et de la tête de pont sur la rive droite du Rhin.
Ce n'est qu'au XIXe siècle que Friedlingen (de) reprend de l'importance avec l'implantation de l'industrie et le développement du nouveau quartier.
À partir de 1488, Otterbach était un marais entre Weil et Bâle, qui en 1640 fut en partie transmis à Bâle. Sur la partie badoise d'Otterbach se trouvait l'Otterbachgut bâlois, qui appartenait à Friedlingen.
Dans les années 1930, une cité ouvrière a été construite à Otterbach, qui repris le nom d'Otterbach.
Friedlingen (de) est aujourd'hui considéré comme un quartier sensible. Le quartier a attiré l'attention internationale lorsque lors des Agressions sexuelles du Nouvel An 2016 en Allemagne, on apprenait que des mineures y ont été violées.

### Incorporation
Les communes suivantes ont été intégrées dans la ville de Weil am Rhein :
- 1er décembre 1971 : Ötlingen
- 1er janvier 1975 : Haltingen et Märkt.

### Évolution démographique
Chiffres de population selon le statut territorial respectif. Les chiffres sont les résultats du recensement (¹) ou les mises à jour officielles des offices statistiques respectifs (résidences principales uniquement).

Développement démographique de Weil am Rhein. Ci-dessus de 1700 à 2016, voici un extrait de 1871.

| Année               | Habitants |
| ------------------- | --------- |
| 1700                | 600       |
| 1756                | 688       |
| 1805                | 922       |
| 1836                | 1 056     |
| 1852                | 1,419     |
| 1er décembre 1871   | 1 409     |
| 1er décembre 1880 ¹ | 1 451     |
| 1er décembre 1900 ¹ | 2 052     |
| 1er décembre 1910 ¹ | 2 357     |
| 16 juin 1925 ¹      | 4 565     |
| 16 juin 1933 ¹      | 8 254     |
| 17 mai 1939 ¹       | 9 181     |
| 13 septembre 1950 ¹ | 10 507    |

| Année            | Habitants |
| ---------------- | --------- |
| 6 juin 1961 ¹    | 17 389    |
| 27 mai 1970 ¹    | 20 298    |
| 31 décembre 1975 | 26 826    |
| 31 décembre 1980 | 26 076    |
| 25 mai 1987 ¹    | 25 800    |
| 31 décembre 1990 | 27 082    |
| 31 décembre 1995 | 27 910    |
| 31 décembre 2000 | 28 942    |
| 31 décembre 2005 | 29 533    |
| 31 décembre 2010 | 29 918    |
| 31 décembre 2015 | 30 030    |
| 31 décembre 2016 | 30 164    |
| 31 décembre 2017 | 30 197    |

¹ Résultats du recensement

## Économie
L'une des entreprises les plus connues est Vitra, le fabricant de meuble meublant et de mobilier de bureau, qui attire de nombreux visiteurs grâce à son musée attenant et ses bâtiments aux caractéristiques architecturales particulières. La publicité de la ville dans le secteur du tourisme fait aussi souvent référence aux reproductions surdimensionnées de différentes chaises design de Vitra.
La société Conductix-Wampfler a son siège à Weil am Rhein.
Le domaine viticole Claus Schneider s'étend sur 12 hectares.

### Médias
Le quotidien « Weiler Zeitung » de la maison d'édition Jaumann à Lörrach est publié à Weil am Rhein. Les informations non-locales proviennent du Schwarzwälder Bote, le quotidien régional. Le Badische Zeitung de Fribourg-en-Brisgau publie également des informations locales ainsi qu'un hebdomadaire Wochenblatt. 

### Infrastructures scolaires
À Weil am Rhein, il y a :
- deux lycées, le Kant-Gymnasium et l'Oberrhein-Gymnasium,
- le collège Dreiländereck,
- une école laïque,
- une école spéciale,
- cinq écoles primaires, l'école Hermann Daur Märkt, l'école Hans Thoma Haltingen, école Karl Tschamber, école Léopold et école du Rhin.

Le système scolaire en Allemagne est le même qu'utilisé qu'au Royaume-Uni ou aux États-Unis. 
Le district de Lörrach est garant du jardin d'enfants de l'école spéciale pour les handicapés mentaux.
La ville possède une bibliothèque municipale, située dans l'ancienne église Pierre et Paul depuis 1994. Le Centre d'éducation des adultes, a son siège à la Maison de l'éducation des adultes, offre une vaste gamme de services dans le domaine de l'éducation. La priorité est donnée aux langues, au travail d'intégration et aux cours de santé et d'exercice.

### Magasins
- Magasin d'usine Carhartt vendant également des stocks de la marque vestimentaire de luxe A.P.C..
- Centre commercial Rhein Center.

## Religion
Weil a initialement appartenu au diocèse de Constance et était subordonné par l'archidiaconé du Breisgau. Le margrave Charles II introduit la Réforme à Weil en 1556. Par la suite, Weil devient une communauté majoritairement protestante. Il est rattaché au doyenné de Lörrach par l'Église protestante du Pays de Bade. En raison de la forte croissance de la congrégation, la paroisse protestante de Weil fut divisée en 1937. À l'ouest de la ville, une paroisse a été fondée et a été nommée « Johannes Pfarrei ». En 1956, le diocèse obtient sa propre église qui devient « Johanneskirche ». Depuis 1957, Friedlingen a créé sa propre paroisse protestante. « L'Église de la Paix », qui a donné son nom à la paroisse, a été construite en 1963 et est la plus jeune église protestante de Weil am Rhein. En tant que paroisse catholique, la Kuratie Friedlingen avec « L'Eglise consacrée au Bon Pasteur » a été fondée en 1957. Le vicaire a été élevé au rang de paroisse en 1964.
Dans les districts de Haltingen, Märkt et Ötlingen se trouvent également une paroisse protestante et une ancienne église. Ces paroisses appartiennent également au doyenné de Lörrach.
Au XIXe siècle, les catholiques s'installent de nouveau à Weil. Ils sont d'abord approvisionnés par Stetten et en 1904-1905, ils obtiennent leur propre église, Pierre et Paul, qui fut élevée au rang de paroisse en 1937. Une paroisse catholique a été fondée à Haltingen en 1964, après qu'un vicaire de paroisse s'est établi en 1936-1938 après la construction de la « Marienkirche ». La paroisse comprend également les catholiques de Märkt et Ötlingen. Les paroisses catholiques du hameau de Fribourg appartiennent aujourd'hui au doyenné Wiesental de l'archevêché de Fribourg.
En plus des deux grandes églises, il y a aussi des congrégations évangéliques à Weil am Rhein, dont deux congrégations baptistes. L'Église néo-apostolique est également représentée à Weil am Rhein.
L'islam est également représenté à Weil am Rhein, surtout par l'immigration en provenance de pays musulmans, en particulier de Turquie. La mosquée DITIB Eyüp Sultan Camii est située dans la zone industrielle de Friedlingen.

## Transports

### Transports routier
Weil am Rhein est traversée par l'autoroute fédérale 5 (A5, Route Européenne 35) qui passe par Karlsruhe au nord et par les autoroutes suisses 2 et 3 au sud, reliant le Tunnel routier du Saint-Gothard à Chiasso ou via Zurich à St Gall (Route Européenne 60). Au nord de Weil am Rhein, la bretelle d'autoroute  relie l'autoroute fédérale 5 à l'autoroute fédérale 98 (Route Européenne 54) via Waldshut, Stockach et Munich à l'est. La route fédérale 532, qui traverse le pont Palmrain, ouvert en 1979, relie Weil am Rhein à Huningue et l'autoroute A 35 (Route européenne 25) en direction de Strasbourg et par l'autoroute A 36 en direction de Lyon et Paris.  
De plus, Weil am Rhein est relié par les routes fédérales 3 à Fribourg et la route nationale B 317 à Titisee-Neustadt.
Depuis 2013, Weil am Rhein est relié à la ville voisine de Lörrach par une route douanière, dont une partie se trouve sur le territoire suisse.

### Transports en commun
La ville de Weil am Rhein est accessible depuis la Suisse grâce au tramway de Bâle. La Ligne 8 dessert les stations Rhein Center, Riedlistraße et Weil Bahnof. La ville est reliée à Lörrach et à la Vallée de la Wiese (de) par la ligne S-Bahn S5 du RER trinational de Bâle sur la ligne Weil am Rhein-Lörrach et par le Rheintalbahn à la gare CFF de Bâle et la gare centrale de Mannheim. 
Il existe des lignes de bus appartenant à la Compagnie de Transport d'Allemagne du Sud Ouest (SWEG Südwestdeutsche Landesverkehrs-AG). Weil appartient au réseau Régional de Lörrach (Regio Verkehrsverbund).  
La gare de triage de Weil am Rhein, située en face de la gare pour voyageurs Badisher Bahnof à Bâle et aujourd'hui fermée, a été transformée en gare de transbordement pour conteneurs. Depuis le changement d'horaire du 14 décembre 2014, la ligne 8 du tramway BVB circule sur une nouvelle ligne au-delà de son ancien terminus à Kleinhüningen/Bâle en passant par Friedlingen jusqu'à l'arrêt Weil am Rhein Bahnhof/Centre-ville à la gare de Weil am Rhein. 
Outre le chemin de fer, le port rhénan de Weil am Rhein, le dernier avant la frontière suisse, est également un facteur économique important. Plus de 800 personnes travaillent pour la compagnie portuaire ou ses transporteurs. Exploité par la société Rheinhafengesellschaft de Weil am Rhein, les conteneurs, les marchandises générales et lourdes ainsi que les marchandises en vrac telles que le gravier, le sable et le charbon sont manutentionnés. La manutention des marchandises a doublé entre 1995 et 2005. En 2005, 1 061 million de tonnes de marchandises ont été transbordées, dont 599 879 tonnes par bateau. Le Grand canal d'Alsace présente une importance particulière à cet égard.  

### Du bac au pont de Palmrain
Après la seconde guerre mondiale, un bac est mis en service entre Huningue et Weil am Rhein, d'abord par la Navigation française puis par son homologue allemand à partir de 1952. Au fil des années, ce système se révèle incapable d'absorber correctement un trafic toujours accru.
En 1970, à la suite d'une enquête franco-allemande sur la circulation, il est décidé de remplacer le bac par un pont en dur au lieu-dit Palmrain. Ce pont est inauguré le 29 septembre 1979 mettant fin à la liaison fluviale.

## Politique et administration
En tant que grande ville de district, Weil am Rhein est soumise au contrôle administratif et juridique du District de Fribourg.

### Conseil municipal
Depuis les élections communales du 25 mai 2014, le conseil communal de Weil am Rhein compte 26 membres. L'élection a donné le résultat suivant :

### Bourgmestre
L'huissier de justice des seigneurs a été autrefois le maire de Weil. Il a été soutenu par un gardien d'état major, attesté de 1560 à 1822. Les villages de Friedlingen, Tüllingen et Klein-Hüningen appartenaient également au canton de Weil. Depuis 1715, il y avait également quatre à six assesseurs et quatre jurés. Depuis 1833, il y a un maire à la tête de la communauté. Depuis lors, il est soutenu par le conseil municipal. Depuis son élévation à une grande ville de district en 1972, le chef de la ville porte le titre de bourgmestre. Aujourd'hui, le maire est élu directement par les électeurs pour un mandat de huit ans. Il est président du conseil municipal. Son adjoint général est le premier adjoint au maire.
| Année       | Noms                    | Statut                           |
| ----------- | ----------------------- | -------------------------------- |
| 1782–1804   | Hans Georg Lienin       | Huissier de justice              |
| 1804–1814   | Hans Georg Ziegler      | Huissier de justice              |
| 1814–1818   | Hans Georg Lienin       | Huissier de justice              |
| 1818–1822   | Hans Georg Ziegler      | Huissier de justice              |
| 1822–1833   | Martin Reinert          | Huissier de justice              |
| 1833–1835   | Georg Friedrich Ziegler | Bourgmestre                      |
| 1835–1840   | Johann Mehlin           | Bourgmestre                      |
| 1840–1841   | Johann Sütterlin        | Bourgmestre                      |
| 1842–1847   | Johann Jakob Glattacker | Bourgmestre                      |
| 1847–1848   | Fridlin Ziegler         | Bourgmestre                      |
| 1848–1849   | Fridlin Frey            | Bourgmestre                      |
| 1849        | Georg Friedrich Ziegler | Bourgmestre                      |
| 1849–1856   | Johann Jakob Glattacker | Bourgmestre                      |
| 1856–1861   | Max Hodel               | Bourgmestre                      |
| 1862–1864   | Georg Friedrich Ziegler | Bourgmestre                      |
| 1864–1870   | Johann Jakob Fingerlin  | Bourgmestre                      |
| 1870–1876   | Johann Hauser           | Bourgmestre                      |
| 1876–1904   | Georg Friedrich Lienin  | Bourgmestre                      |
| 1904–1918   | Philipp Johann Bertsch  | Bourgmestre                      |
| 1919–1933   | Rudolf Kraus            | Bourgmestre                      |
| 1933–1936   | Walter Hennes           | Bourgmestre                      |
| 1936–1945   | Wilhelm Schellenberg    | Bourgmestre                      |
| 1945–1946   | Rudolf Kraus            | Bourgmestre                      |
| 1946–1957   | Peter Hartmann          | Bourgmestre                      |
| 1957–1965   | Wilhelm Schellenberg    | Bourgmestre                      |
| 1965–1984   | Otto Boll               | Bourgmestre et depuis 1972 maire |
| 1984–2000   | Dr. Peter Willmann      | maire                            |
| Depuis 2000 | Wolfgang Dietz          | maire                            |

### Armoiries

#### Armoiries actuelles

Armoiries de Weil am Rhein

Les armoiries de Weil am Rhein sont ornées d'un raisin bleu avec huit baies visibles et une feuille verte, au-dessus d'une vague bleue stylisé. Le drapeau de la ville est bleu et blanc. Les armoiries et le drapeau ont été décernés par le ministère de l'Intérieur du Bade-Wurtemberg le 6 août 1962. Jusqu'au XVIIIe siècle, la commune de Weil portait dans ses sceaux une serpe à vigne et l'initiale « W ». La serpe à vigne a été remplacée par un raisin en 1811. Après la construction de la ville en 1929, le raisin a été placé dans un écusson. À partir de 1952, la ville s'efforça d'établir les armoiries officielles, ce qui a conduit à l'attribution des armoiries en 1962. À côté du symbole de la vigne, les vagues font référence au Rhin. Les armoiries des communes intégrées dans les années 70 portaient également des symboles viticoles ou relatifs au Rhin, de sorte que les armoiries de Weil, attribuées en 1962 représentent également un lien avec les quartiers actuels.

#### Armoiries des anciennes communautés

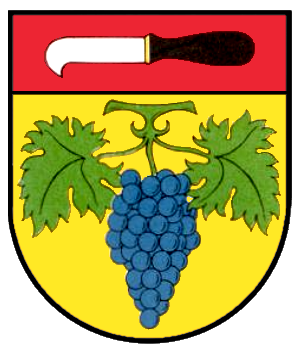
Haltingen
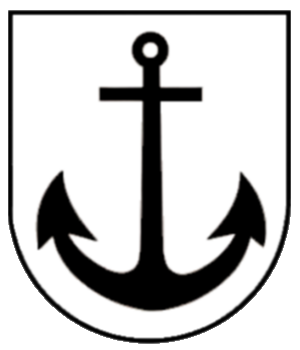
Märkt
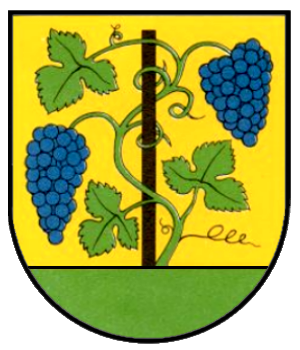
Ötlingen

### Instances judiciaires et administratives
Une unité d'inspection appartenant à la police fédérale de Stuttgart, est basée à Weil am Rhein.

## Partenariat
La ville a beaucoup en commun avec ses régions limitrophes, l'Alsace française et la ville suisse de Bâle — dont elle fait d'ailleurs partie de l'aire urbaine —, tels que l'histoire et le dialecte alémanique.
Depuis le 14 décembre 2014, la ville est desservie par le tramway de Bâle via la ligne 8 de ce dernier, où la majorité des habitants travaillent. Il s'agit d'une des rares villes à être reliée à un tramway étranger, avec Strasbourg / Kehl, Sarreguemines / Sarrebrück et Saint-Louis (ville française du Haut-Rhin également rattachée au réseau bâlois). Le tramway de Bâle est donc le 1er au monde à circuler dans 3 pays différents (Suisse, France et Allemagne).

## Jumelages
- Huningue (France)
- Bognor Regis (Royaume-Uni)
- Trebbin (Allemagne)

## Sport
Le club de football SV Weil évolue actuellement en ligue de football du Bade-Sud et comporte 660 adhérents dont 330 jeunes. Il possède le plus grand centre de formation du district de Hochrhein et l'un des plus grands de la Fédération de Football de Bade-Sud.
Weil possède une équipe de rink hockey, RSV Weil qui a été quatre fois champions d'Allemagne (1993, 1995, 2000 et 2004). Le club a la particularité de jouer depuis 2004 dans le championnat suisse de rink hockey. De 2009 à 2012, deux clubs de la ville, le RSV Weil et le RHC Friedlingen, jouent en même temps dans le championnat suisse. Le RHC Friedlingen remporte en 2012 le championnat suisse en finale contre le RSV Weil. Après ce succès le club de Friedlingen est dissous.
Le RSV Weil dispose aussi d'une section de Patinage artistique sur roulettes.
Le deuxième plus grand club sportif de la ville est l'ESV Weil am Rhein avec des sections de : badminton, handball, bowling, athlétisme, tir, gymnastique et tennis de table.
Le club de tir sportif de l'ESV est l'un des plus performants d'Allemagne. Depuis 1999, il est établi en championnat national. En plus d'un grand nombre de titres nationaux en individuel et par équipes dans différentes disciplines de pistolet, de médailles aux championnats d'Europe et du monde et de la représentation d'un participant olympique en 2004, le club a remporté en 2007 le titre de champion d'Allemagne par équipe en tir sportif au pistolet à air. 
Le club de tennis de table de l'ESV joue dans la ligue de la région sud depuis 2007.
L'association qui compte le plus grand nombre de membres dans la ville est TV Weil 1884. C'est un club omnisports qui compte plus de 1 200 membres. Il se distingue surtout avec sa section de basket-ball et de Fistball. Le siège de l'association est la Jahnhalle, une salle qui sert également de salle des fêtes.

## Culture et Tourisme
La Badische Weinstraße (route touristique) commence à Weil am Rhein et passe à travers de nombreux sites touristiques. Le hameau de Weinweg mène du centre-ville au quartier d'Ötlingen, avec vue sur la vallée du Rhin. Le centre culturel avec ses 20 ateliers d'artistes offre, entre autres, des événements culturels en constante évolution tels que le théâtre, le cinéma et les concerts. 
Le Kunstraum Kieswerk est un monument industriel qui sert aujourd'hui de galerie et d'atelier. 

### Musées

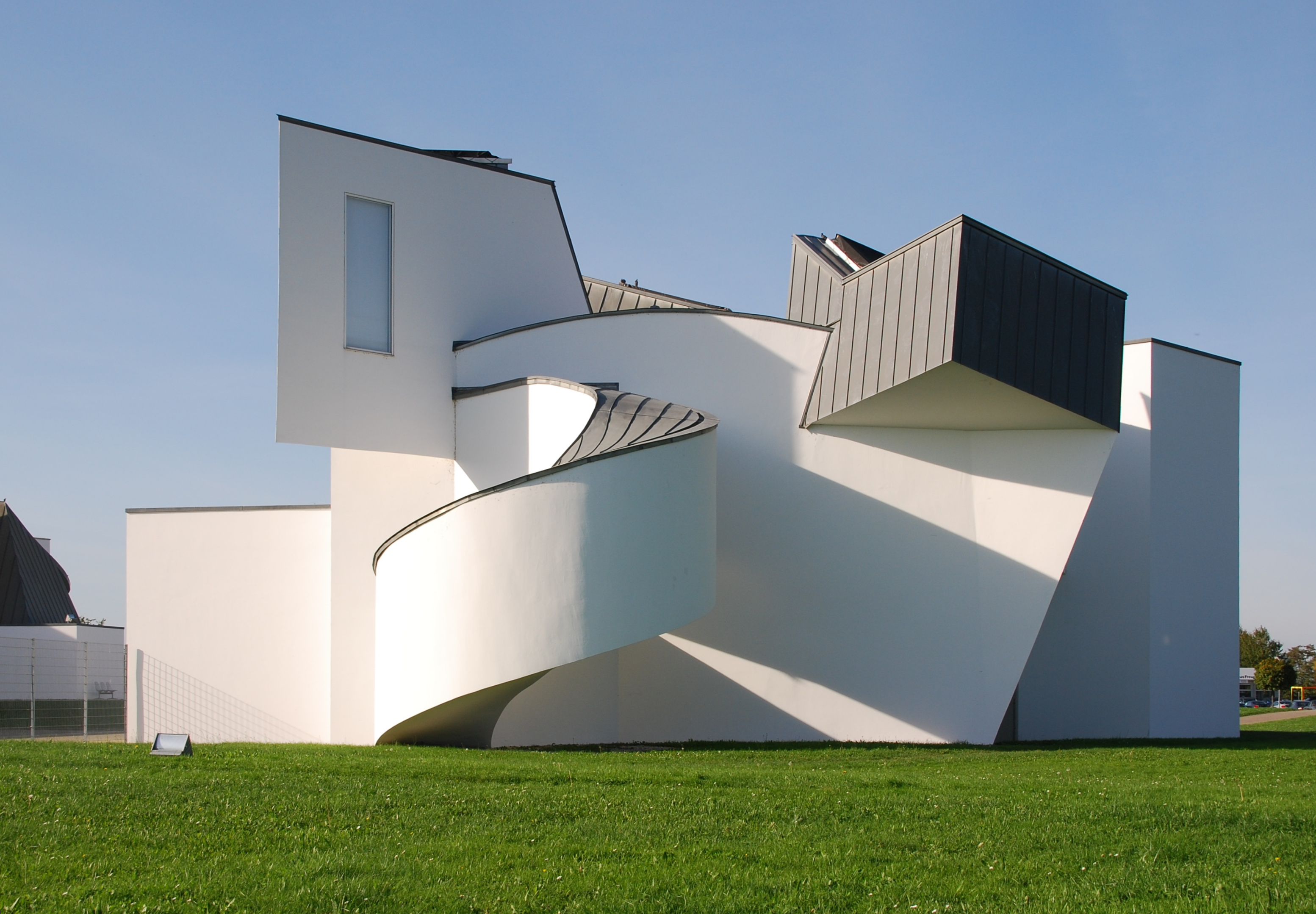
Vitra Design Museum.

Le Museum am Lindenplatz situé dans un bâtiment de style néo-classique datant de 1845, présente des expositions temporaires sur des thèmes culturels et historiques, tels que l'archéologie urbaine, les arts et métiers, la littérature et la musique.
Aujourd'hui, un chemin de fer touristique relie le quartier de Haltingen à la ville de Kandern par la Kandertalbahn.
Le Vitra Design Museum, conçu par Frank Gehry, est l'une des institutions les plus importantes du genre en Europe. Sur le site, il y a divers bâtiments aux inspirations déconstructivistes. Parmi eux, la tour-toboggan de 31 mètres de haut conçue par Carsten Höller en juin 2014.
Il y a aussi un musée agricole et le musée d'histoire du textile de Weil. Le quartier d'Ötlingen possède son propre musée avec le .

### Événements
Weil am Rhein propose un large éventail d'événements qui résonnent bien au-delà des frontières de la ville. En voici quelques exemples : 
- Festival de musique populaire au Dreiländergarten
- Plein Air, cinéma et culture dans le Dreiländergarten
- Spectacle médiéval - Fête médiévale de trois jours dans le Dreiländergarten
- Tournoi international Walter Waibel pour les U-11 et U-13 de la section jeune du SV Weil
- Festival de rue du vieux Weil
- Festival du vent
- Nuits du Blues de Weil
- Village de l'art Ötlingen
- Festival Grenzenlos
- Le Carnaval paysan est un événement régional typique ayant lieu le dimanche après le Mercredi des Cendres après la date du carnaval rhénan. Il a été rétabli en 1958 après la Seconde Guerre mondiale. Une semaine après le défilé de carnaval avec ses chars parodiques, le soir au Tüllinger Berg, a lieu un lancer de disque. Des disques en bois fixés au bout d'une tige sont plongés dans les bûchers de carnaval puis projetés en l'air, la rondelle incandescente se détache et décrit une trajectoire lumineuse dans le ciel semblable à une étoile filante. On accompagne ce lancer de bons ou de mauvais vœux en scandant Schibi, schibo, wäm soll die Schiebe go? (À qui reviendra le disque?). La tradition locale consiste ensuite à veiller toute la nuit pour se rendre au petit matin au démarrage du Carnaval de Bâle qui démarre le lundi à quatre heures du matin par l'extinction des lumières de la ville et le départ du défilé des lanternes accompagné par le son des tambours et des fifres pendant trois jours. Avec la croissance de la ville le nombre de Cliques grandit également, pour en compter vingt-deux de nos jours[14].

### Patrimoine architectural
L'un des plus anciens bâtiments de la ville et l'un de ses points de repère est le Stapflehuus, un ancien manoir construit vers le milieu du XVIe siècle avec des merlons, qui a été le siège du vogt de Röttler. Il servait également de résidence officielle avec des salles de réception et des bureaux. Aujourd'hui, il est utilisé comme galerie municipale et pour des réceptions. 
La mairie a été inaugurée le 5 juin 1964. Cette mairie est censée représenter le début d'un nouveau centre-ville. Une tour avec une horloge a été érigée devant l'hôtel de ville, symbolisant les pays de l'Allemagne, de la France et de la Suisse qui se rencontrent. 

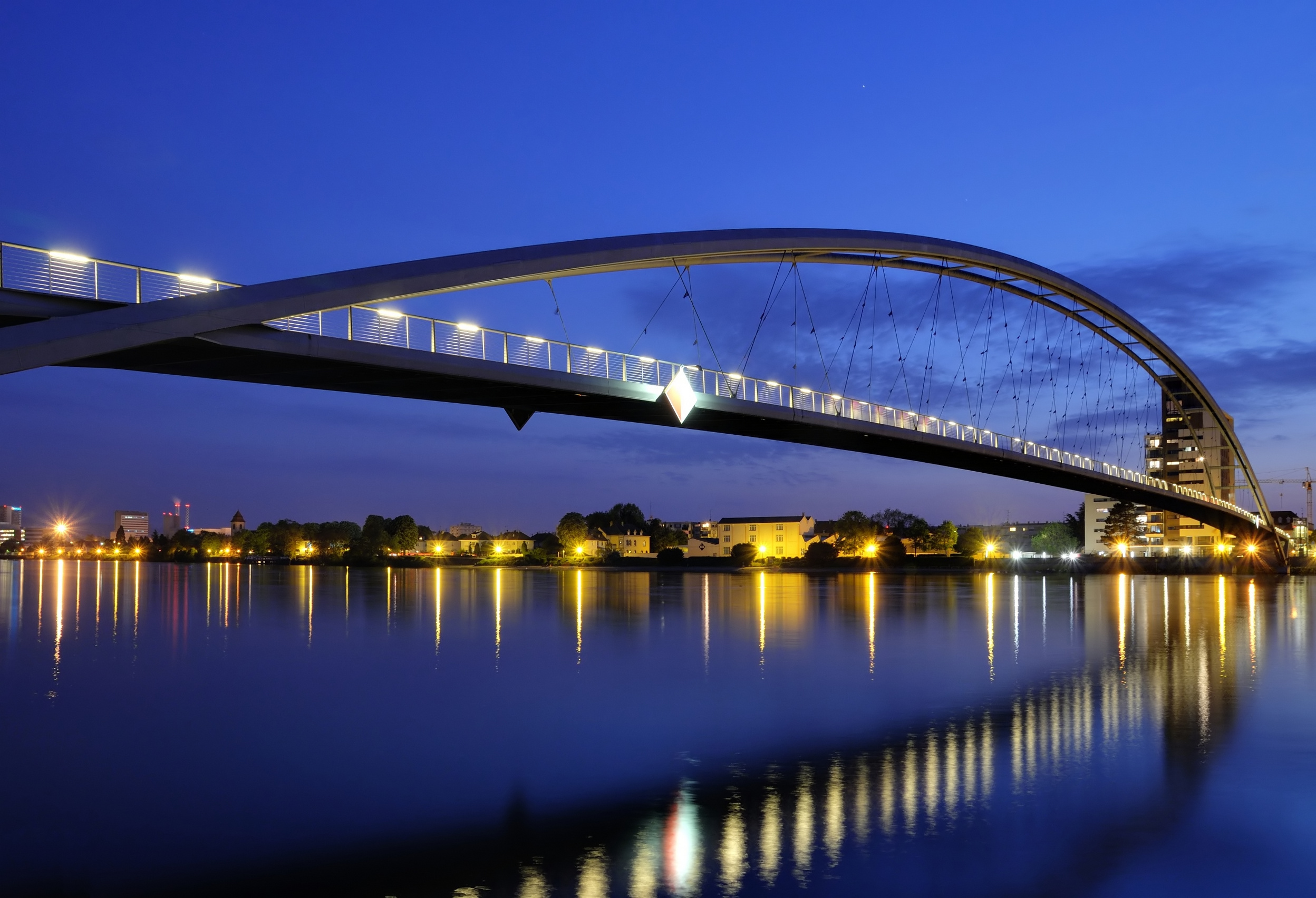
Pont des trois frontières

L'église protestante du vieux Weil a été construite en 1791 et a reçu une tour plus haute en 1906. Auparavant, il y a eu un bâtiment beaucoup plus petit sur le même site, qui a appartenu à l'abbaye de Saint-Gall en 786. En 1956, l'Église Joannes pour Leopoldshöhe et Otterbach a été construite à l'ouest de Weil. L'église de Friedens à Friedlingen a été construite en 1963. La première église catholique Saint-Pierre-et-Paul a été construite sur Léopoldshöhe en 1904-1905, qui a été remplacée par un nouveau bâtiment à la fin des années 1980. En 1957, l'église Zum Guten Hirten a été construite à Friedlingen, un bâtiment moderne avec une tour sur pied. À Haltingen, l'ancienne église protestante de Saint-Georges a été reconstruite en 1718, tandis que l'ancienne tour a été conservée. Les catholiques du village ont l'église Marien en 1936. L'église de Märkt date du XIVe siècle. Dans le chœur il y a des peintures murales du XVe siècle, qui ont été restaurées en 1959. L'église d'Ötlingen a été construite entre 1410 et 1420, mais remonte à une église antérieure. Des fresques du gothique tardif peuvent également être admirées dans cette église.
Avec la construction de la caserne de sapeurs-pompiers de la fabrique Vitra, qui a depuis été dissous, et le bâtiment Landscape Formation One de Zaha Hadid, ainsi que le pavillon de Tadao Ando, la ville offre des points de contact supplémentaires pour ceux qui sont intéressés par l'architecture. Weil am Rhein s'appelle la « ville des chaises » et attire de nombreux visiteurs. Ces chaises surdimensionnées sont exposées sur le terrain du Vitra Design Museum et dans de nombreux autres endroits de la ville. 

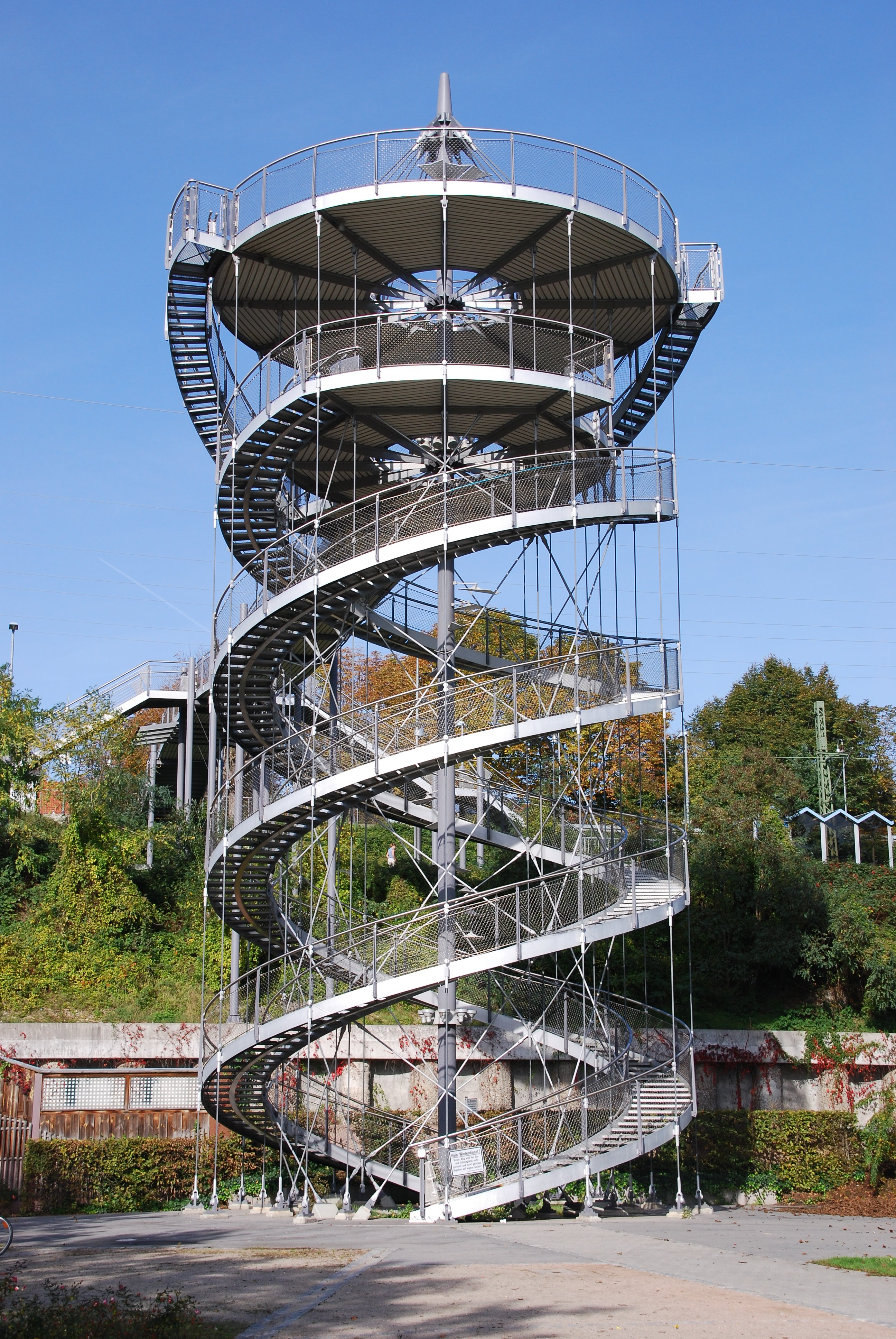
Tour d'observation sur le terrain de l'exposition horticole nationale

Dans le cadre des mesures de construction de l'exposition horticole nationale de 1999, un escalier en colimaçon en acier a été construit qui, selon un groupe d'ingénierie, est désigné sous le nom de Schlaichturm. Il permet aux piétons d'accéder aux installations sportives, à la piscine d'aventures de Laguna et au parc de l'exposition horticole nationale. 
Construit en 2007 et conçu par l'architecte Dietmar Feichtinger, le pont des trois frontières entre Weil am Rhein et Huningue est le plus long pont pour piétons et cyclistes autoporté du monde avec ses 229,40 m. Le seul lien entre Leopoldshöhe et Friedlingen est le Friedensbrücke (pont de la paix), passant au-dessus des voies ferrées de la Deutsche Bahn, il a été construit en 1908, détruit pendant la seconde guerre mondiale puis rouvert à la circulation en 1950 après reconstruction. 

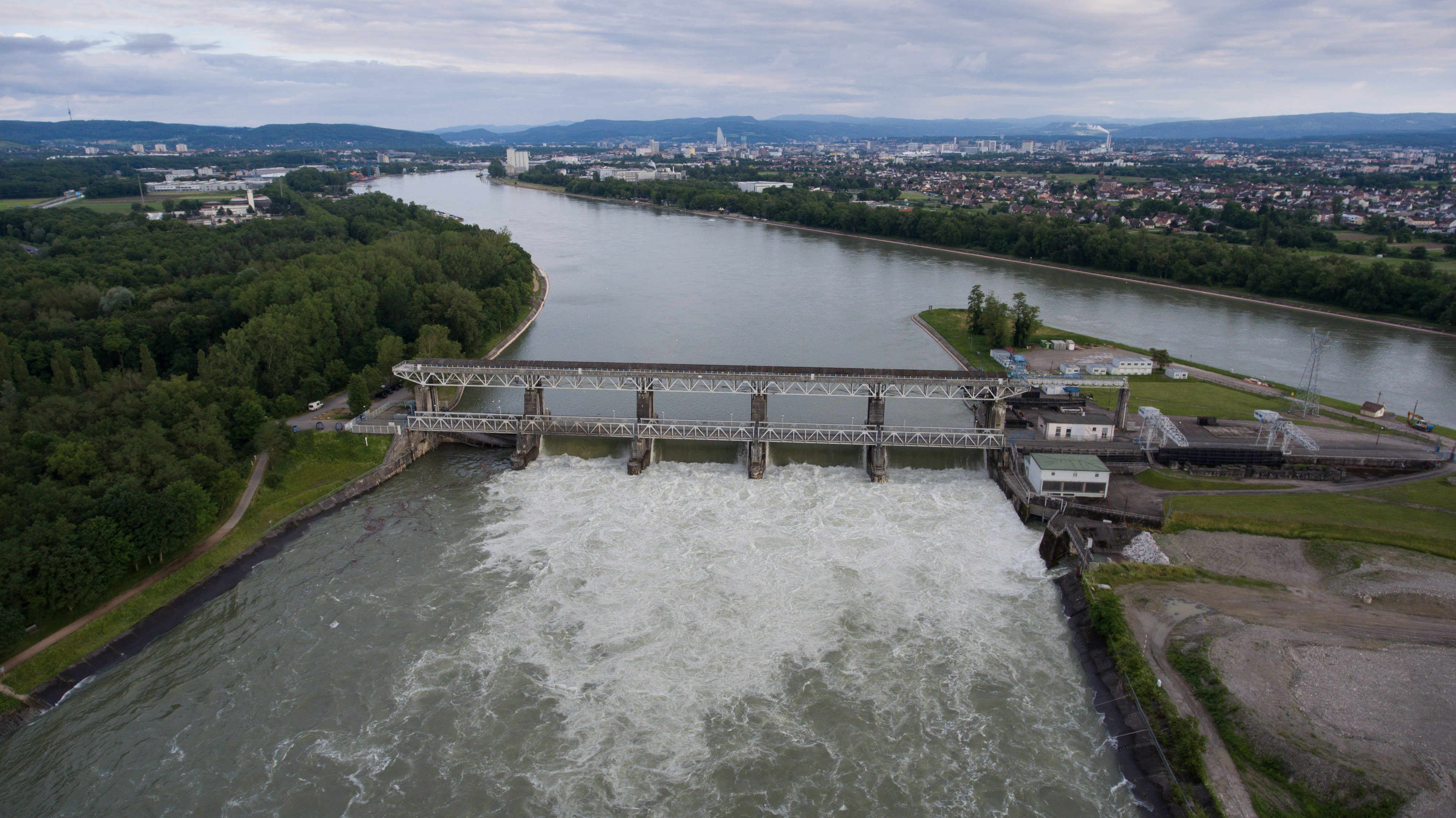
Le barrage de Märkt, vue du ciel.

Le barrage Märkt, situé directement au sud-ouest de la commune du même nom, canalise le Rhin et constitue le point de départ du Grand Canal d'Alsace, qui longe parallèlement le vieux Rhin jusqu'à Vieux-Brisach sur une longueur de 50 kilomètres. L'ouvrage a été construit entre 1928 et 1932 par la France qui, selon le Traité de Versailles de 1919, avait le droit exclusif d'aménager et utiliser la force hydraulique du Rhin. Une petite partie de l'eau est conduite par des ouvertures dans le déversoir, reliées à une échelle à poissons, dans le lit du Vieux-Rhin. Le barrage de Märkt et la centrale de Kembs régulent le niveau du Rhin, dont le reflux arrive jusqu'au port de Bâle. Le barrage exploité par Électricité de France, est ouvert pendant les inondations. Les piétons et les cyclistes peuvent franchir l'ouvrage en empruntant un chemin étroit. Du côté alsacien se trouve l'île du Rhin, longue de six kilomètres, bordée par le canal et le vieux Rhin.
Le 7 octobre 1944, le barrage est détruit par les bombes britanniques Tallboy.
Le château d'eau de Friedlingen, qui se trouve dans le district de Weil am Rhein, a été construit en 1908.

### Parcs
Le Rheinpark est situé au bord du Rhin, dans le quartier de Friedlingen. Il dispose de grandes pelouses avec fontaines, d'un étang, d'équipements de jeux pour enfants et de nombreux arbres et bancs. Il y a 200 ans, des parties de la tête du pont de la forteresse se trouvaient sur le terrain du parc du Rhin. Au bord du vieux Weil se trouve le petit parc Läublin, qui, à l'instar d'un parc de château style anglais, offre à ses visiteurs du calme et de la tranquillité entre les principales artères de circulation environnantes. 
« Green 99 » est une exposition horticole régionale qui a fait de Weil am Rhein une attraction régionale en 1999. Depuis le parc le long de la frontière avec Bâle et un arrêt de bus de la ligne 55 de la compagnie bâloise de transport porte ce nom.

### Personnalités liées à la commune

#### Citoyens d'honneurs
La ville de Weil am Rhein a accordé la citoyenneté d'honneur aux personnes suivantes :
- 1946 : Rudolf Kraus, Bourgmestre (retraité).
- 1982 : Charles Muller, ancien maire de la ville jumelée Huningue.
- 1984 : Otto Boll, maire (retraité).

#### Personnalités nées à Weil am Rhein
- Gottlieb August Bauer (1828-1913), peintre paysagiste et portraitiste
- Norbert Jürgen Schneider dit Enjott Schneider (1950), compositeur et écrivain
- Patrik Köbele (1962), politicien, Président fédéral du Parti communiste allemand (DKP)
- Christian Streich (1965), ancien footballeur de Bundesliga et actuel entraîneur du SC Fribourg
- Markus Baltensperger (1970), musicien et producteur musical

#### Personnalités liées à Weil am Rhein
- Hermann Daur (1870-1925), peintre ;

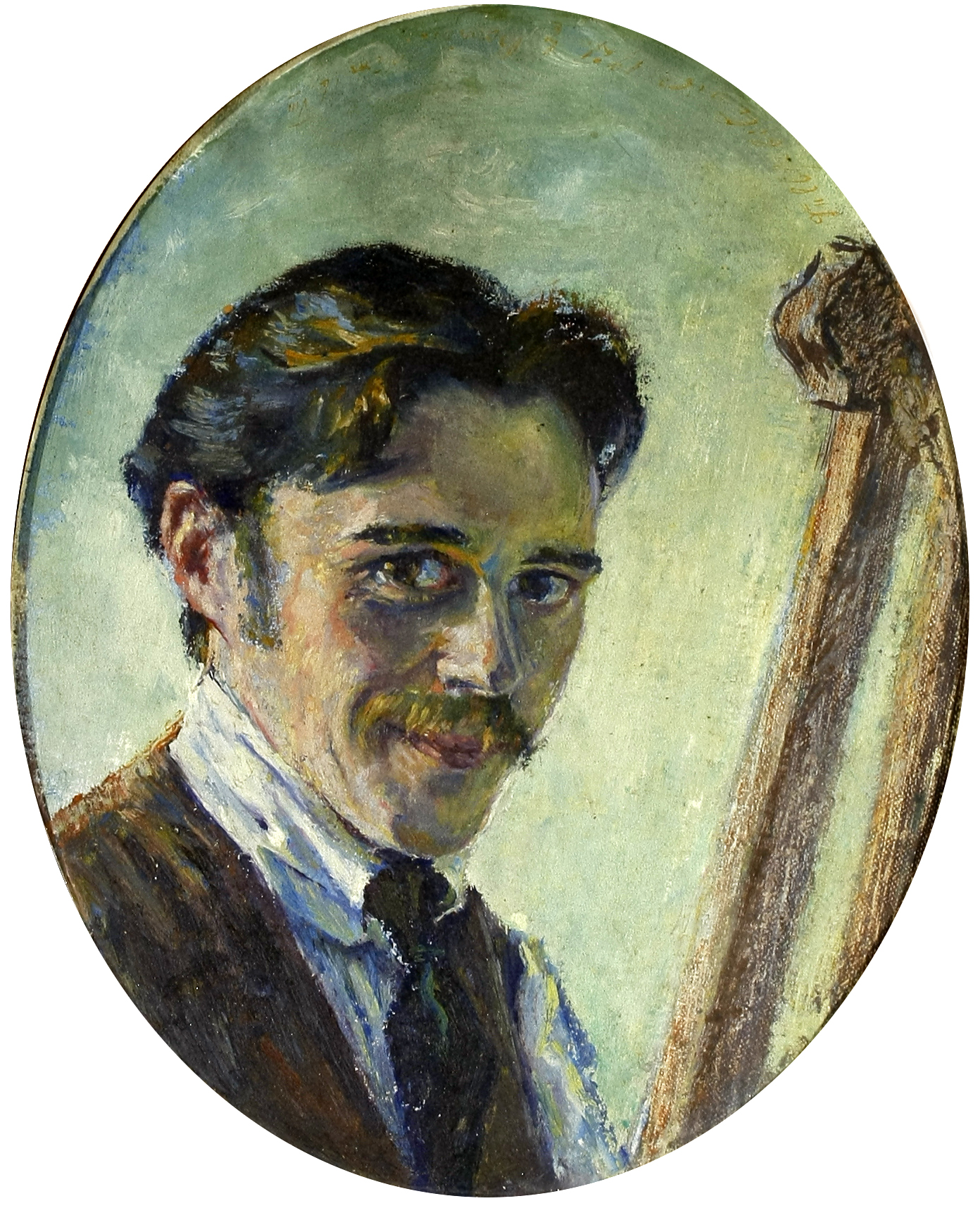
Erwin Bowien (1899-1972). Catalogue raisonné N° 2171 : Autoportrait de jeunesse, années 1920.

- Erwin Bowien (1899-1972). Catalogue raisonné N° 2171 : Autoportrait de jeunesse, années 1920.Erwin Bowien (1899-1972), peintre paysagiste et portraitiste.
- Hubert Schardin (1902-1965), physicien spécialisé dans la dynamique rapide et la détonique, qui a vécu à Weil am Rhein et a eu des funérailles nationales en 1965.
- Rainer Stickelberger (1951), homme politique (SPD), qui vit dans le district de Haltingen. De 1984 à 1992, il a été maire de Weil et de 2011 à 2016 ministre de la Justice du Bade-Wurtemberg.
- Martin Beneke (1966), physicien, a terminé ses études au Kant-Gymnasium. En 2007, il a reçu le prix Gottfried-Wilhelm-Leibniz pour ses recherches dans le domaine de la physique théorique des particules.
- Ernst Arendt (1949), cinéaste animalier qui vit dans le quartier de Ötlingen. Il a obtenu avec de nombreuses récompenses, dont le prix Grimme pour sa série de films animaliers « Les animaux devant la caméra »[18].
- Le groupe de thrash metal Destruction, fondé à Weil am Rhein en 1982.